# New Holland Agriculture
New Holland Agriculture è un'azienda operante nel settore della produzione di macchine agricole. I prodotti New Holland per l'agricoltura comprendono trattori agricoli, mietitrebbie, presse, sollevatori telescopici, attrezzature per fienagione, macchine per la manutenzione di prati, giardini e parchi, vendemmiatrici.
La società fu fondata nel 1895 a New Holland, in Pennsylvania; fu acquisita dalla Ford nel 1986 e dalla FIAT nel 1991, diventando un costruttore in linea completa. Dal 1999, New Holland è un marchio di CNH divenuta ad oggi CNH Industrial  (NYSE: CNHI). È il secondo più grande produttore di macchine agricole al mondo, dopo la John Deere.
La sede è in Italia, a Torino. La società conta 18 stabilimenti in diversi paesi e 6 joint venture nelle Americhe, in Asia e in Medio Oriente; New Holland è presente in 170 Paesi.

## Storia

### Inizi con Abe Zimmerman

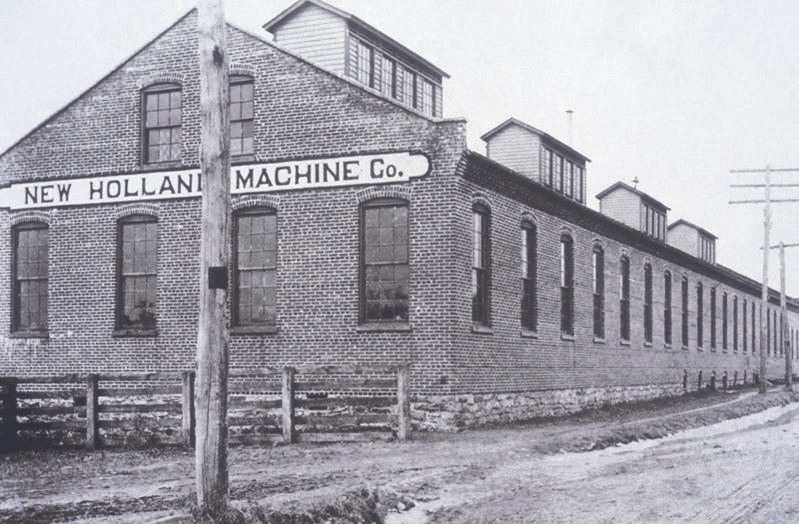
Il primo stabilimento New Holland a New Holland (Pennsylvania)

Nel 1895 Abe Zimmerman inizia a lavorare in un'officina di riparazioni nel 1895 a New Holland in Pennsylvania (USA).
Nel 1903 Zimmerman costituisce la società New Holland Machine Company e avvia la produzione di macchine agricole, incluso un mulino per mangimi, per aiutare la comunità agricola dei dintorni.
Nel 1947 la società cambia il proprio nome in Sperry New Holland e nello stesso anno mette in commercio la falcia-condizionatrice da fieno.
Alla fine degli anni cinquanta avviene la produzione di un nuovo modell, il 411.

### Collaborazione con Claeys e cessione alla Ford
Nel 1964 Sperry New Holland acquista una quota maggioritaria di Claeys.
Nel 1974 Sperry New Holland immette in commercio la prima mietitrebbia biassiale.
Nel 1986 Ford acquisisce Sperry New Holland e costituisce Ford New Holland Inc.

### Passaggio alla Fiat
Nel 1991 Fiat, che aveva acquistato Braud, rileva l'80% di Ford New Holland e il processo di fusione viene completato con il lancio ufficiale di New Holland nella convention mondiale del 1994.
Diventando parte del Gruppo Fiat – attraverso il settore CNH, nato nel 1999 dalla fusione fra New Holland N.V. e Case Corporation.
Nel 2001 fu aperto il Customer Centre presso l'impianto di Zedelgem (Belgio).
Nel 2008 alla fiera internazionale Eima, viene lanciato l'ultimo modello di mietitrebbia assiale, CR9090 Elevation.
Nel 2009 alla fiera SIMA di Parigi, viene presentato il trattore NH²™ alimentato a idrogeno e il progetto per l'indipendenza energetica dell'azienda agricola.
Alla stessa fiera New Holland lancia il trattore T7000 Auto Command.
Nel 2011 in seguito alla sua scissione, l'allora gruppo Fiat viene diviso in due nuovi gruppi (entrambi quotati in Borsa): Fiat S.p.A. e Fiat Industrial S.p.A. (dal 2013 CNH Industrial). New Holland appartiene al secondo.
Nel 2012 la gamma di mietitrebbie CR di New Holland ha ottenuto il riconoscimento "Maschine des Jahres 2012 - Machine of the Year 2012".

## Prodotti
Trattori:
- Serie T3 (37-54CV)
- Serie TD4000 (65-88CV)
- Serie T4 Powerstar

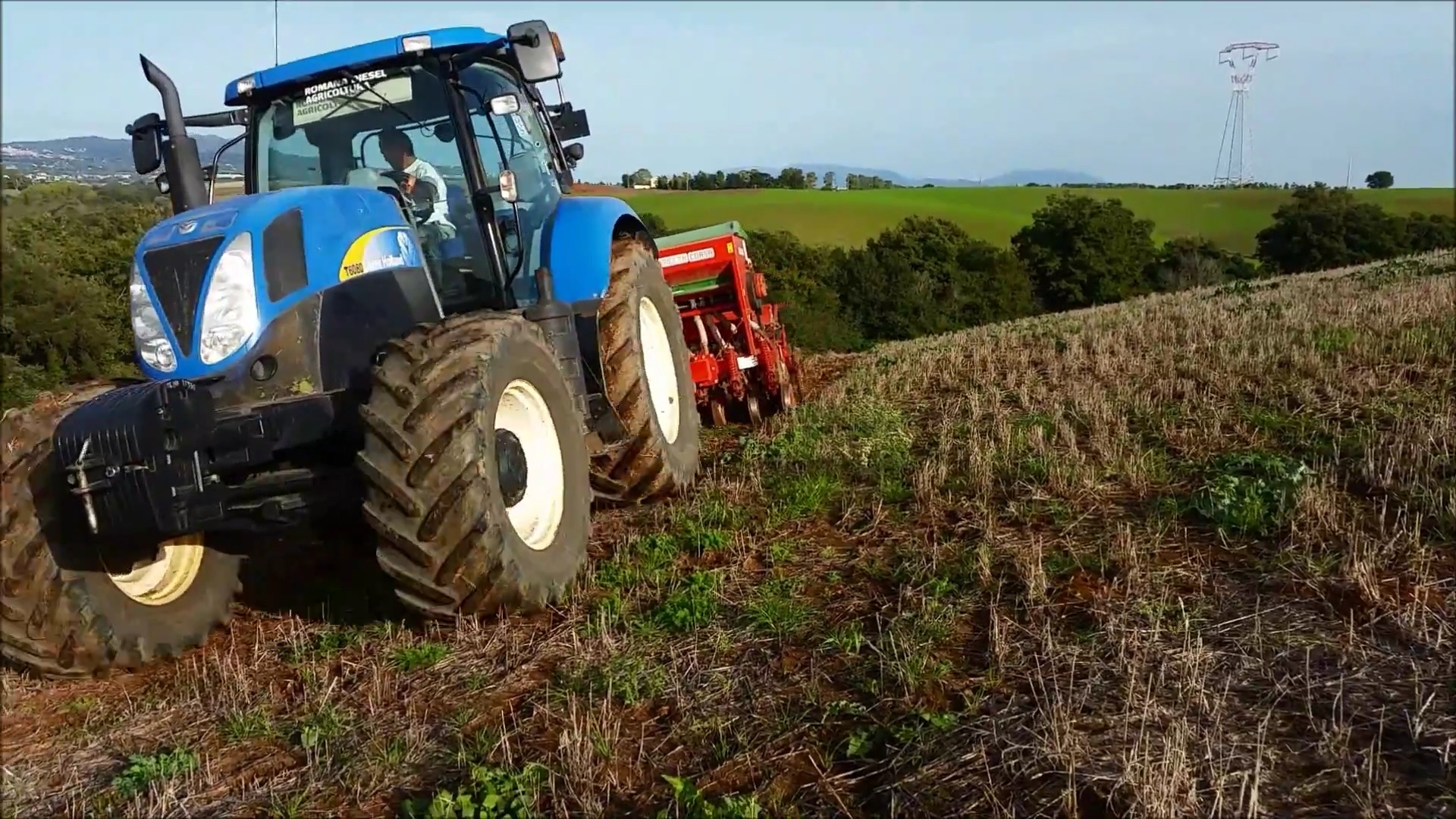
New Holland T6080

- Serie T4 Deluxe-V-F SUPERSTEER-N (65-97CV)
- Serie TK4000 (cingolati fino a 101 cv)
- Serie TK4000 SMARTTRAX (con cingoli in gomma)
- Serie TD5
- Serie T5 (86-113CV)
- Serie T6 Dual Command-Electro Command Delta-Plus-Elite-Range C-Power C (101-178CV)
- Serie T7 Auto Command- Power Command- (180-230CV)
- Serie T7500 Auto Command (151-196CV)
- Serie T7 HD (Heavy Duty) Auto Command CVT (288, 313 CV)
- Serie T8 Ultra Command-Auto Command (281-419CV)
- Serie T9 Ultra Command (435-692CV), Auto Command CVT (435-600CV)

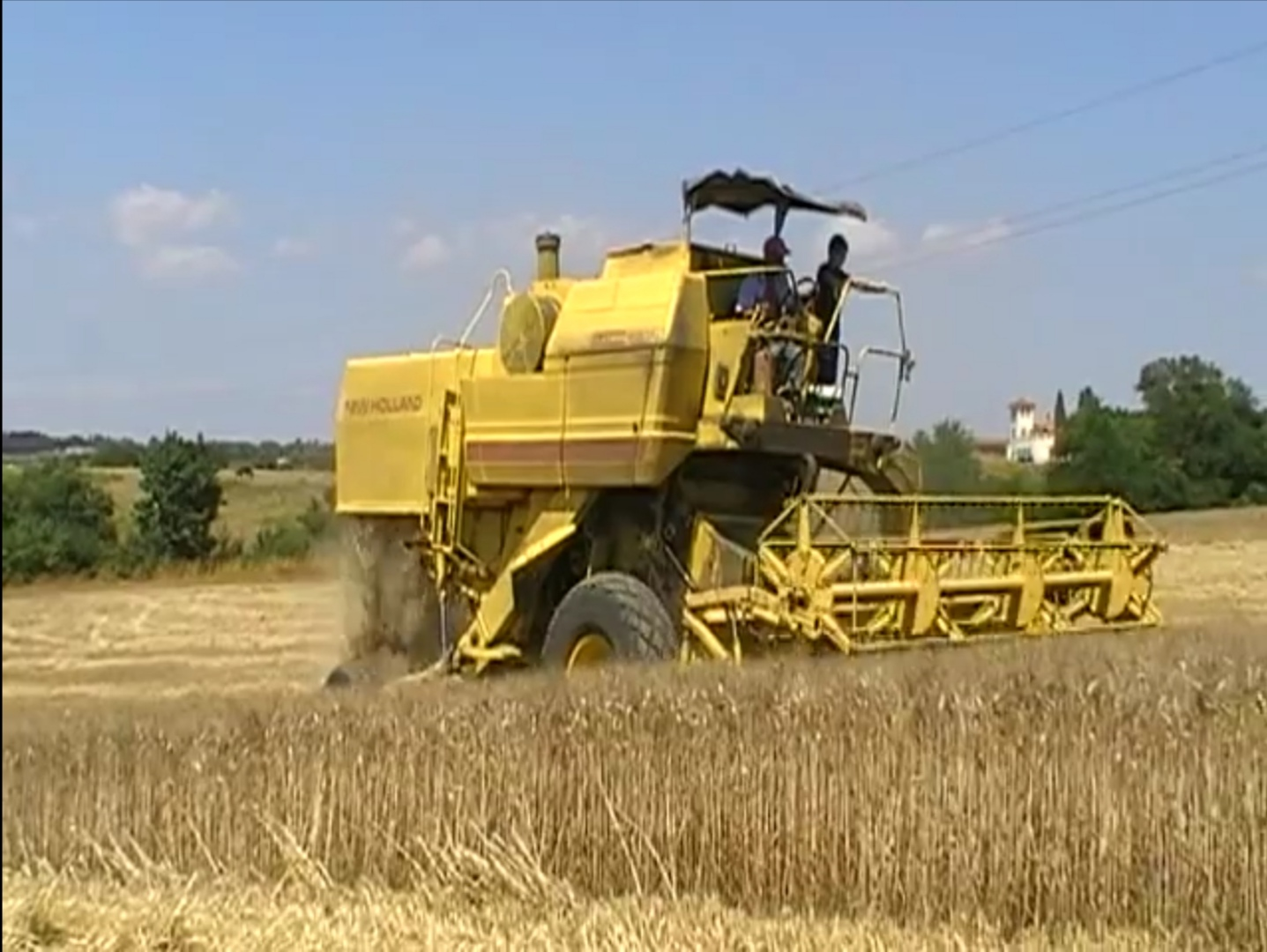
New Holland 1580AL

Mietitrebbie:
- Serie MCR
- Serie MCS
- Serie MCX
- Trinciacaricatrici
- Presse imballatrici

## Premi
I prodotti New Holland hanno ottenuto molti premi e riconoscimenti nel corso degli anni. I più recenti sono:
| Anno | Prodotto                                                       | Premio                                           | Giuria                                                                   | Evento       | Paese    |
| ---- | -------------------------------------------------------------- | ------------------------------------------------ | ------------------------------------------------------------------------ | ------------ | -------- |
| 2011 | CX Opti-Fan System                                             | AE50 Innovazione Tecnologica                     | ASABE (Società Americana di Ingegneria del Settore Agricolo e Biologico) |              | USA      |
| 2011 | BB9000 - CropID system                                         | Medaglia d'argento per l'innovazione tecnologica | Giuria composta dagli organizzatori                                      | SIMA         | France   |
| 2011 | T7 Range - Intelligent Trailer Braking System                  | Medaglia d'argento per l'innovazione tecnologica | DLG - Società Tedesca per l'Agricoltura                                  | Agritechnica | Germania |
| 2011 | Smart Key                                                      | Medaglia d'argento per l'innovazione tecnologica | DLG - Società Tedesca per l'Agricoltura                                  | Agritechnica | Germania |
| 2011 | CR - SynchroKnife drive                                        | Medaglia d'argento per l'innovazione tecnologica | DLG - Società Tedesca per l'Agricoltura                                  | Agritechnica | Germania |
| 2011 | ECOBraud – Viticultura Sostenibile                             | Medaglia d'argento per l'innovazione tecnologica | DLG - Società Tedesca per l'Agricoltura                                  | Agritechnica | Germania |
| 2011 | Braud9090X Olive – Coltivazione delle olive intensiva          | Medaglia d'argento per l'innovazione tecnologica | DLG - Società Tedesca per l'Agricoltura                                  | Agritechnica | Germania |
| 2011 | Mietitrebbia CR                                                | Maschine des Jahres 2012                         | DLV – Associazione della stampa tedesca                                  | Agritechnica | Germania |
| 2012 | Trattore T8                                                    | AE50 Innovazione Tecnologica                     | ASABE (Società Americana di Ingegneria del Settore Agricolo e Biologico) |              | USA      |
| 2012 | Trattore T9.560 4WD                                            | AE50 Innovazione Tecnologica                     | ASABE (Società Americana di Ingegneria del Settore Agricolo e Biologico) |              | USA      |
| 2012 | CR - SynchroKnife drive                                        | AE50 Innovazione Tecnologica                     | ASABE (Società Americana di Ingegneria del Settore Agricolo e Biologico) |              | USA      |
| 2012 | MowMax II Cutterbar for Durabine Disc Mower-Conditioner header | AE50 Innovazione Tecnologica                     | ASABE (Società Americana di Ingegneria del Settore Agricolo e Biologico) |              | USA      |
| 2012 | Cornrower - Corn Stover Windrowing attachment to a corn header | AE50 Innovazione Tecnologica                     | ASABE (Società Americana di Ingegneria del Settore Agricolo e Biologico) |              | USA      |

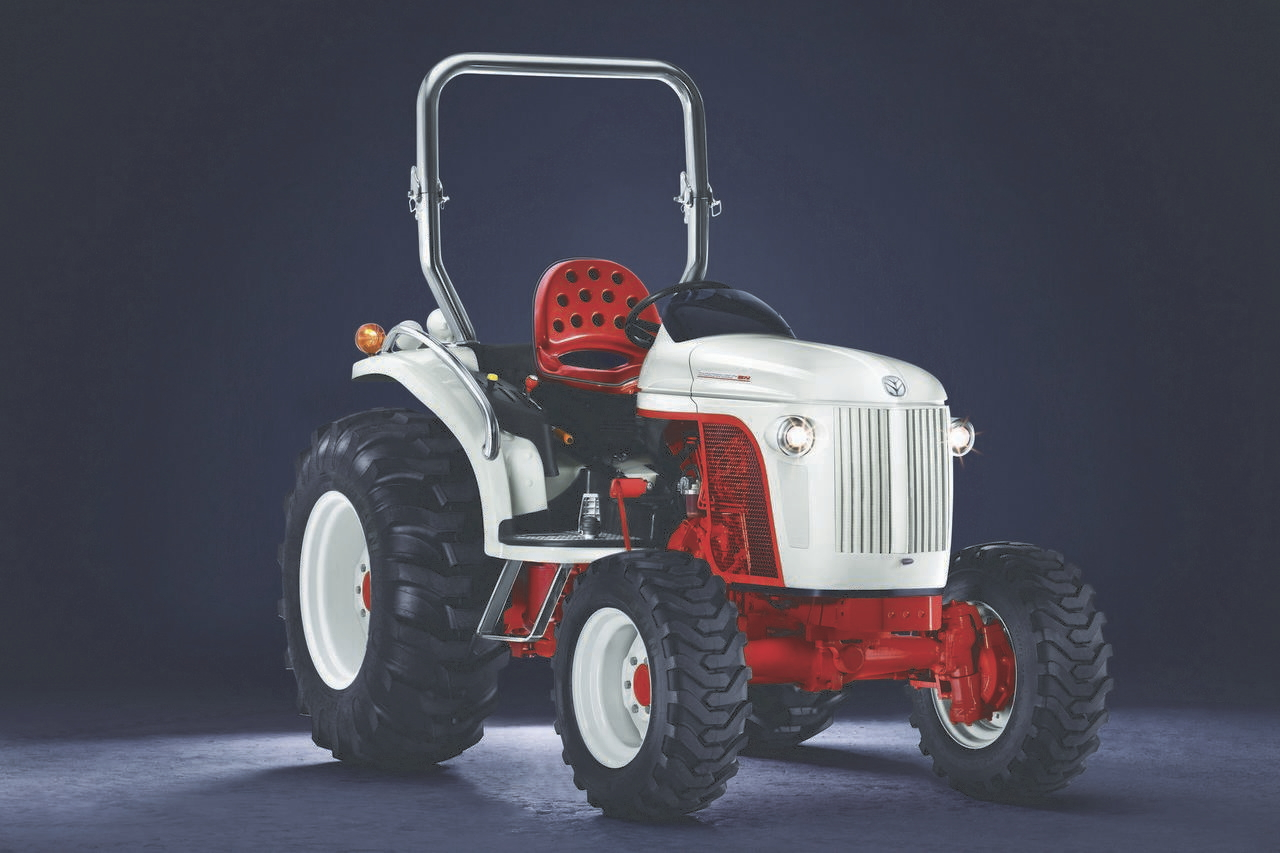
Il Boomer 8N è stato premiato con il Premio AE50 per Innovazione tecnologica e il Premio GOOD DESIGN del Chicago Atheneum.
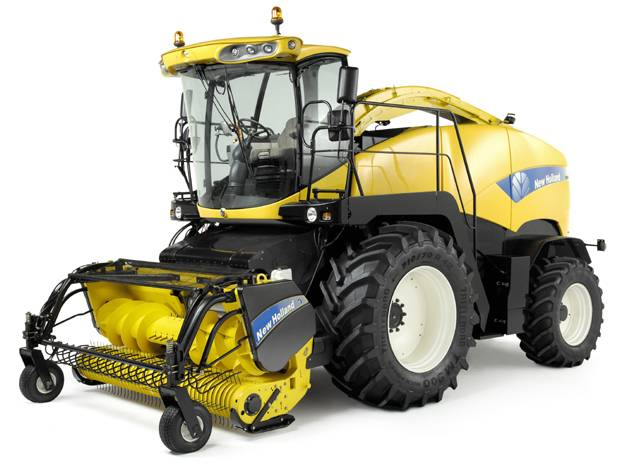
FR9000 ha vinto la Medaglia d'oro per l'Innovazione Tecnologica ad Agritechnica per il sistema Intellifill.
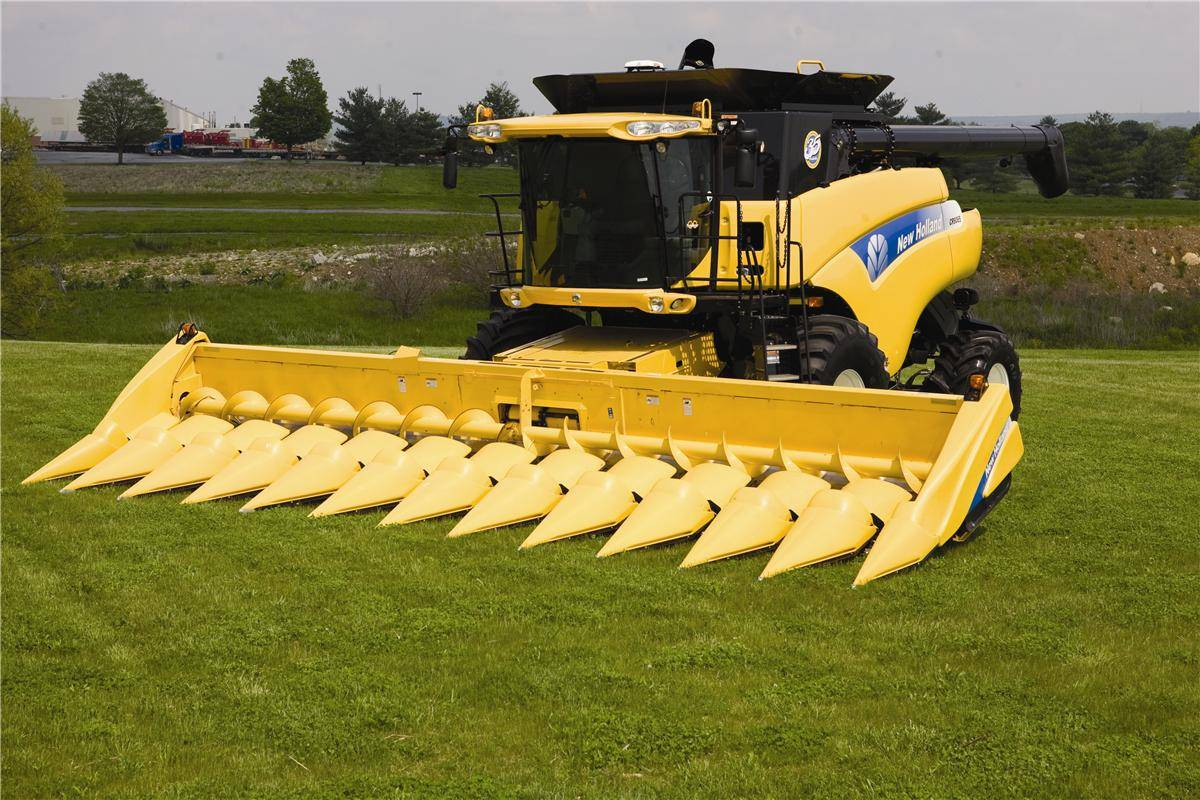
CR9000 è stata premiata con il Premio AE50 per Innovazione tecnologica per il monitor IntelliView

## Presenza sui mercati mondiali
New Holland è presente in tutto il mondo in 170 paesi. La sede principale è a Torino in Italia. New Holland è presente con altre sedi in Nord America, con uffici negli Stati Uniti, a New Holland, Pennsylvania e Racine, Wisconsin, in Sudamerica a Curitiba, Brasile. In Europa New Holland copre i maggiori mercati con succursali a Basildon, nel Regno Unito; Copenaghen, Danimarca; Heilbronn, Germania; Madrid, Spagna; Modena, Italia; Parigi, Francia; Płock, Polonia; St. Valentin, Austria; Zedelgem, Belgio.
La sede di New Holland per l'Africa, il Medio Oriente, la Comunità degli Stati Indipendenti (CSI), l'Asia, comprese l'India e la Cina, e l'Oceania, si trova a Lugano, Svizzera, dove ha sede CNH International, responsabile di tutte le attività CNH nei mercati suddetti. Tali attività sono coperte con hub situati a Istanbul, Turchia; Kiev, Ucraina; Mosca, Russia; New Delhi, India; Shanghai, Cina; Sydney, Australia e Tashkent, Uzbekistan, con uffici di rappresentanza a Bangkok, Thailandia e Johannesburg, Sudafrica. In Giappone la Società è presente con una joint venture commerciale a Sapporo.
La New Holland produce in 25 stabilimenti dislocati in
America settentrionale:
- Fargo, Dakota del Nord USA: trattori serie T9. (Precedentemente serie TJ e T9000). Nello stabilimento vengono prodotti anche i trattori serie Steiger di Case IH
- Grand Island, Nebraska, USA: mietitrebbie (serie CR) e macchine per fienagione e foraggio.
- New Holland, Pennsylvania, USA: presse, macchine per fienagione e foraggio. Questa è la sede originale di New Holland.
- Racine, Wisconsin: montaggio trattori serie T8 (precedentemente serie TG e T8000), trasmissioni. Nello stabilimento vengono prodotti anche i trattori serie Magnum di Case IH
- Saskatoon, Canada: macchine per la semina e il trapianto (Flexi-Coil)
- St. Nazianz, Wisconsin: sprayer semoventi serie Guardian (Miller)

America Latina:
- Ferreyra, Argentina: trattori e mietitrebbie
- Curitiba, Brasile: trattori e mietitrebbie
- Piracicaba, Brasile: sprayer
- Querétaro, Messico: trattori e componenti (joint venture)
- Sorocaba, Brasile: mietitrebbie

Europa:
- Anversa, Belgio: componenti
- Basildon, Regno Unito: trattori T7 e T7HD (raramente vengono prodotti qui anche i trattori della serie Puma di Case IH)
- Coëx, Francia: vendemmiatrici (Braud)
- Croix, Francia: componenti
- Jesi, Italia: trattori T6
- Lecce, Italia: sollevatori telescopici serie TH (precedentemente LM) e pale gommate (serie W)
- Modena, Italia: componenti
- Płock, Polonia: mietitrebbie e presse
- Zedelgem, Belgio: mietitrebbie, presse e trincia caricatrici.

Asia e Medio Oriente:
- Ankara, Turchia: trattori, motori (joint venture)
- Harbin, China: trattori
- Naberežnye Čelny, Russia: trattori e mietitrebbie (joint venture)
- New Delhi, India: trattori, motori e componenti
- Shanghai, Cina: trattori, motori (joint venture)
- Tashkent, Uzbekistan: trattori (joint venture)

## Progetti di innovazione

### NH2 e indipendenza energetica dell'azienda agricola

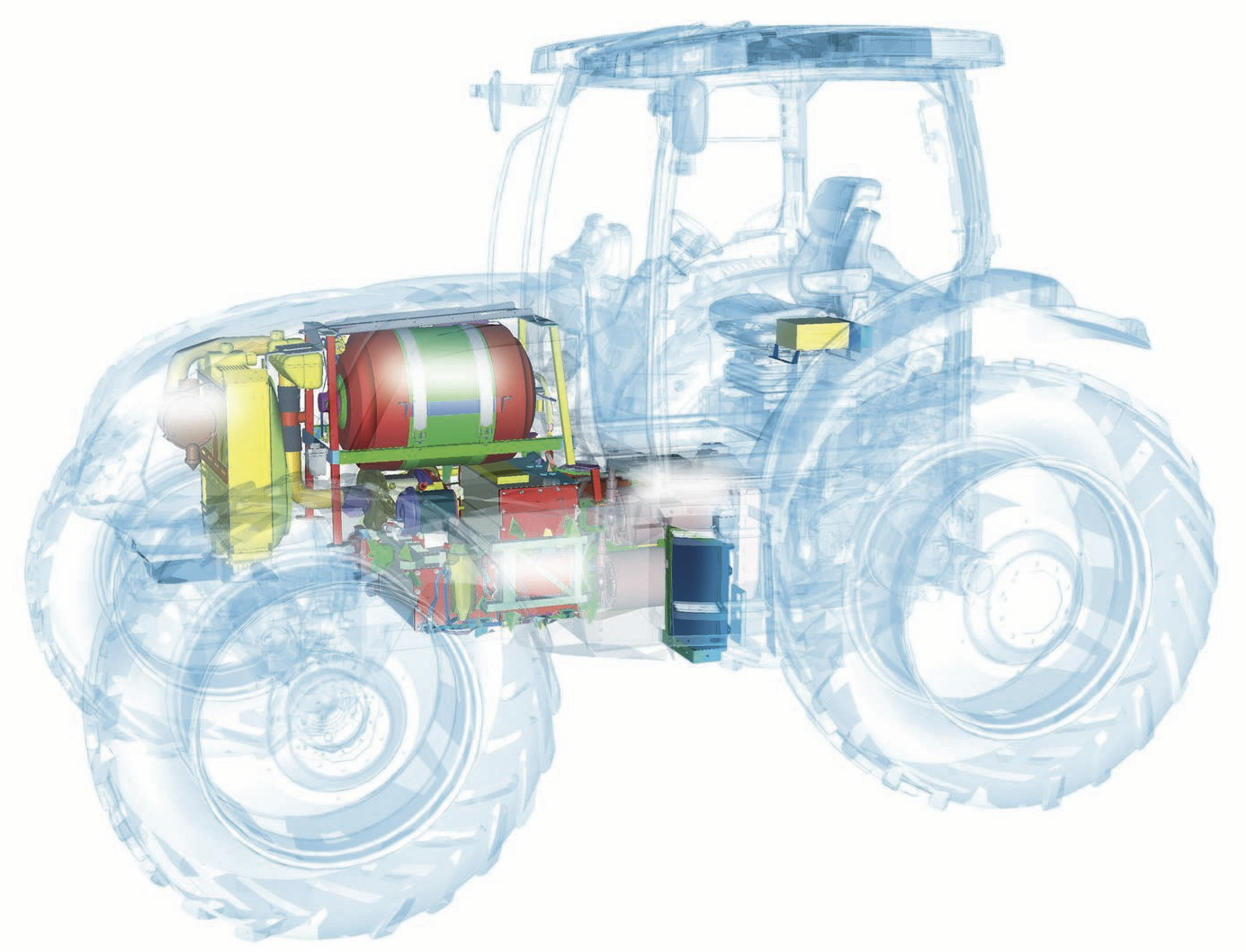
Il concept del trattore a idrogeno NH2.

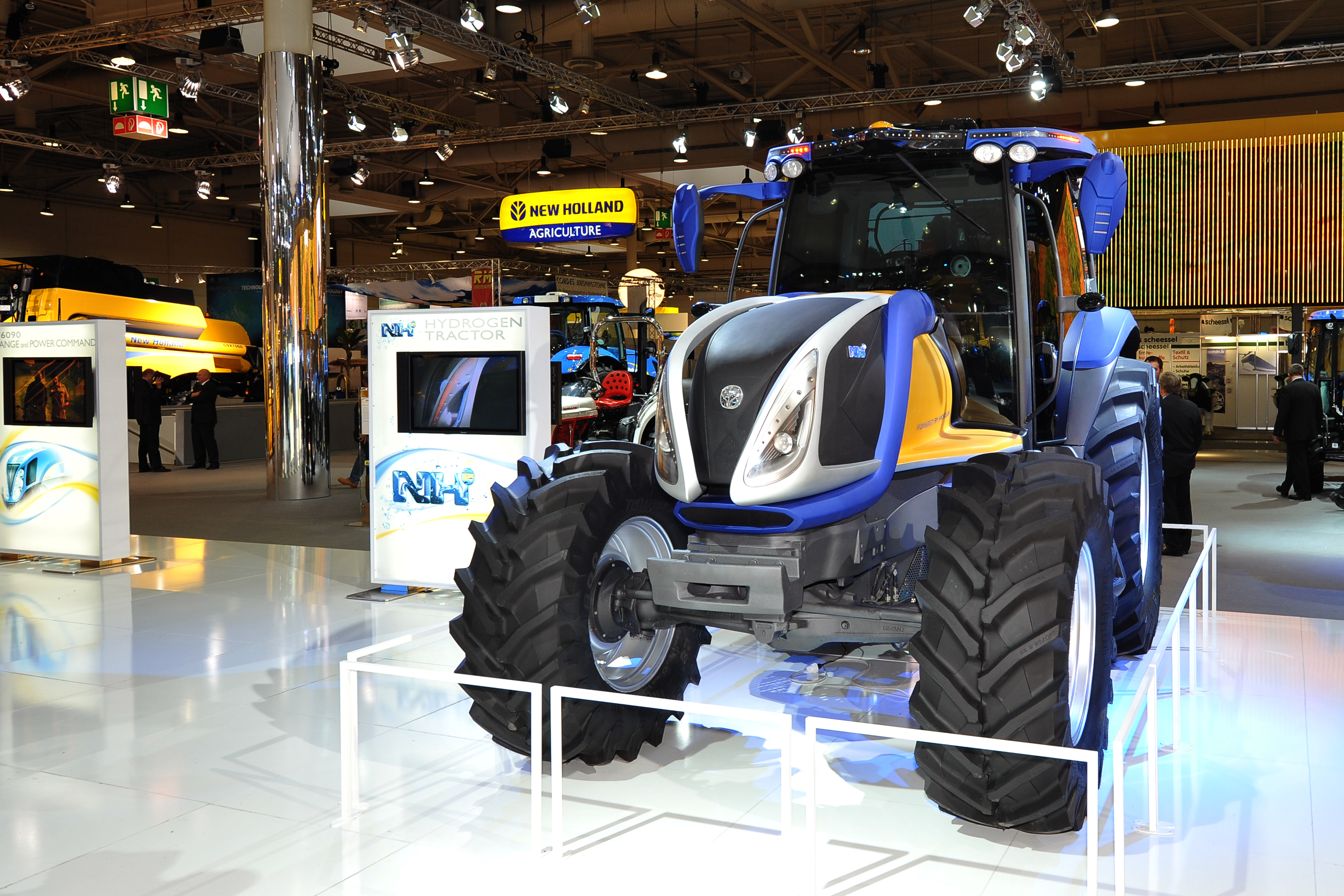
Il trattore a idrogeno NH2.

La New Holland ha sviluppato il concetto di indipendenza energetica dell'azienda agricola, un nuovo approccio, secondo cui gli agricoltori saranno in grado di generare l'energia di cui hanno bisogno per gestire la loro azienda e le loro macchine per l'agricoltura. Questo concetto si basa sull'utilizzo dell'idrogeno generato da fonti rinnovabili, che gli agricoltori hanno a disposizione: energia eolica, energia solare, energia ricavata da rifiuti o biomassa, a seconda della disponibilità in ciascuna particolare zona agricola. L'elettricità viene poi convertita in idrogeno per mezzo di un processo chiamato elettrolisi scompone l'acqua in idrogeno e ossigeno gassosi. In pratica, in ingresso servono acqua e elettricità; poi l'idrogeno sotto forma compressa viene stoccato presso l'azienda agricola in serbatoi ed è pronto da usare come combustibile gratuito e pulito che si può utilizzare direttamente nelle macchine per l'agricoltura, o nei generatori, per fornire energia elettrica e riscaldamento agli edifici e per numerose applicazioni. È stato scelto l'idrogeno perché è un efficiente trasportatore di energia, accumula energia come una batteria convenzionale, ma è più vantaggioso e pulito.
Il trattore alimentato a idrogeno NH2 si basa su un modello della gamma T6000; ha 106 CV ed è in grado di svolgere tutti i lavori di un trattore di questo tipo, pur operando in modo virtualmente silenzioso ed emettendo solo calore, vapore e acqua. Il motore a combustione interna è stato sostituito con celle a combustibile che generano elettricità. L'idrogeno compresso stoccato in un serbatoio speciale reagisce con l'ossigeno nell'aria dentro alla cella e genera acqua e elettricità. L'elettricità alimenta i motori elettrici che azionano la trasmissione principale e i sistemi ausiliari del trattore. La cella a combustibile genera meno calore di un motore a combustione interna, offre una resa costante di potenza e non produce inquinamento da ossidi d'azoto, particelle di particolato o biossido di carbonio. Il rifornimento è più veloce, ci vogliono 5 minuti per riempire un serbatoio rispetto alle ore richieste dalle batterie.
Specifiche del prodotto
- Potenza: 75 kW (106 CV)[13]
- Trasmissione: CVT azionata dal motore elettrico
- PdP: CVT azionata dal motore elettrico

NH2 a idrogeno ha ottenuto la Medaglia d'oro per l'innovazione tecnologica al SIMA nel 2009.

### Macchine 100% Biodiesel
Ad oggi l'85% dell'intera gamma di prodotti - trattori, sollevatori telescopici e macchine da raccolta - possono funzionare con biodiesel puro, compresi i modelli a iniezione elettronica Common Rail.

## Brevetti
La New Holland ha migliorato i suoi prodotti con varie innovazioni e brevetti.

### Sistema ABS SuperSteer
ABS SuperSteer è un'applicazione ai trattori della tecnologia ABS, che offre maggiore sicurezza, specialmente se si lavora su terreni scoscesi, e maggiore facilità di manovra del trattore. Il sistema ABS SuperSteer usa la tecnologia ABS per gestire il freno su ogni ruota individualmente. Usando un solo pedale, l'ABS SuperSteer permette di sterzare il trattore con i freni. Due prolunghe dei pedali di colore arancione, una per lato di un singolo pedale sostituiscono il convenzionale sistema indipendente a 2 pedali. A bassa velocità, questa funzione consente all'operatore di svoltare con uno sterzo a una ruota sola come nei trattori convenzionali, ma la funzione si disattiva automaticamente a velocità più elevate per prevenire innesti accidentali. La funzione ABS SuperSteer comprende il controllo dello slittamento degli pneumatici e l'accoppiamento automatico con l'angolo di sterzata. Questo consente al trattore di effettuare manovre con svolte strette senza che l'operatore debba agire sui freni, facendo perno su una ruota posteriore frenata, riducendo il raggio di svolta come quello di un trattore dotato di un assale frontale SuperSteer. L'operatore può impostare lo slittamento della ruota che fa da perno per prevenire i danni al suolo. La funzione di tenuta sulle pendenze migliora il controllo del trattore sui terreni scoscesi, azionando automaticamente i freni per impedire al trattore di retrocedere durante le partenze in salita e facilitando l'inserimento della frizione.

### Sistema Opti-Fan

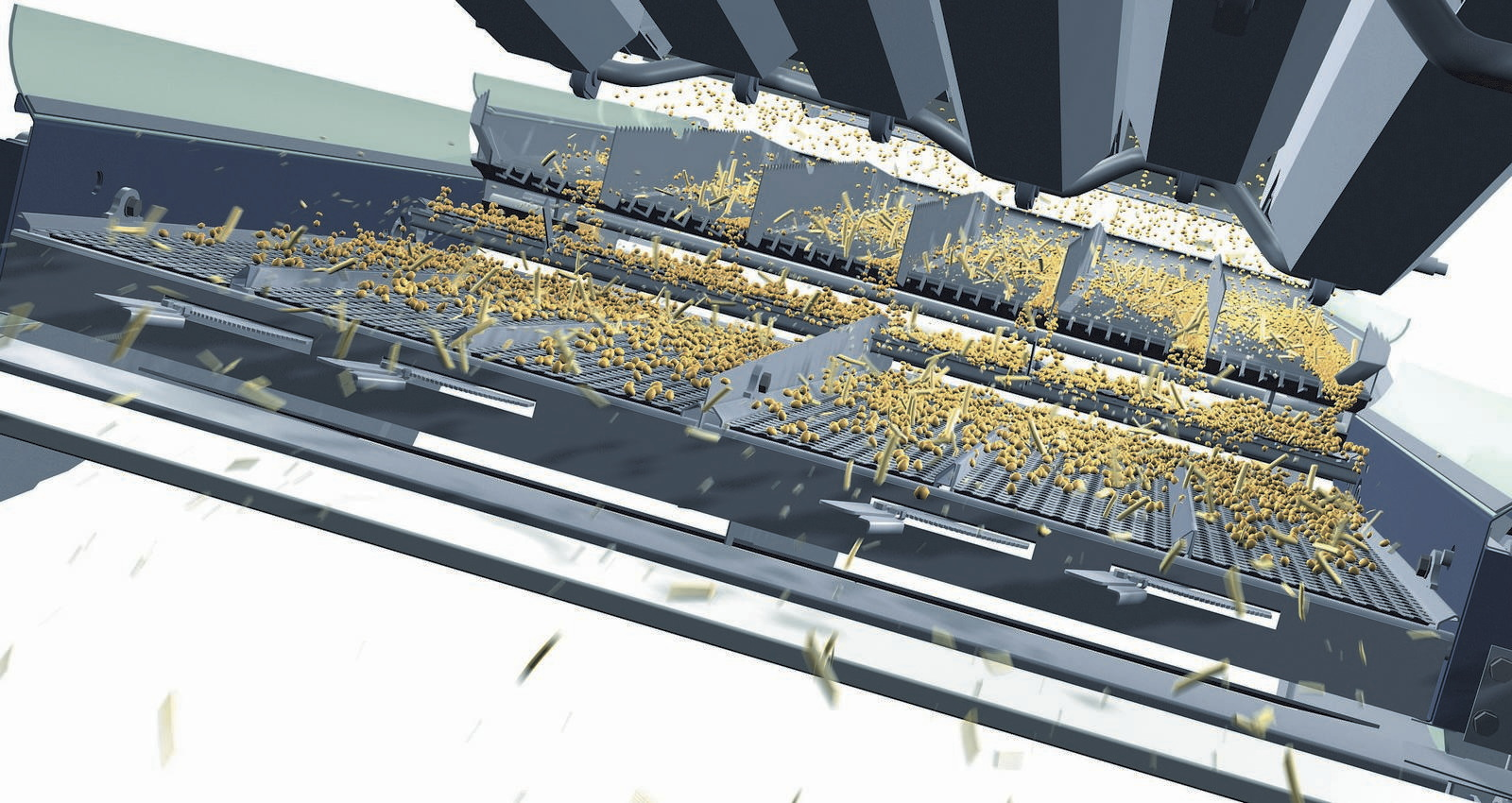
Il sistema Opti-Fan.

Opti-Fan compensa automaticamente le pendenze continue in salita o in discesa nella mietitrebbia. Guidando in discesa, il raccolto si muove in senso opposto alla gravità, quindi più lentamente sul piano preparatore e sul crivello superiore e resta più a lungo nel sistema di pulizia aumentando lo spessore dello strato di prodotto. Nel sistema di pulizia rimane una maggiore quantità di “materiale” diverso dalla granella, in quanto la velocità impostata del ventilatore non è sufficiente a pulire il raccolto. Guidando in salita, lo strato di raccolto diminuisce, poiché fuoriesce più velocemente dal sistema di pulizia per la forza di gravità. Il flusso d'aria ventilata è troppo forte in rapporto al ridotto spessore dello strato di raccolto: ne risulta un transito troppo rapido del raccolto sul crivello superiore con maggiori perdite di granella. Il sistema di controllo della velocità del ventilatore riconosce l'angolo di salita o discesa della mietitrebbia e regola automaticamente la velocità del ventilatore per compensare l'effetto della pendenza. L'operatore imposta la velocità del ventilatore per un campo in piano e il sistema la riduce in salita e la aumenta in discesa, al fine di ottimizzare lo spessore dello strato del raccolto sul sistema di pulizia.
Il sistema Opti-fan è stato premiato con la medaglia d'argento all'Agritechnica nel 2009.

### Sistema IntelliFill
Il sistema IntelliFill della FR9000 permette all'operatore di riempire il rimorchio accuratamente e con perdite minime, anche in condizioni di scarsa visibilità. Seguendo progressioni di caricamento fronte-retro o retro-fronte, il sistema di localizzazione automatica del rimorchio utilizza una speciale videocamera 3D installata sotto la bocca di uscita del tubo di lancio per guidare il flusso di prodotto nel rimorchio. Il sistema assicura un riempimento uniforme sia che il rimorchio si trovi a lato della trinciacaricatrice sia che la segua, nel caso in cui si inizino nuovi campi. Il sistema è in grado di controllare accuratamente la traiettoria del flusso di prodotto anche durante il lavoro notturno; il sensore montato sulla bocca di uscita del tubo crea un'immagine a distanza del rimorchio e dello spazio circostante, basata sulla tecnologia NIR (infrarosso vicino). A differenza di quanto avviene con i sistemi convenzionali con videocamera mono o stereo, che forniscono una scarsa percezione della profondità, il sistema di localizzazione New Holland è in grado di dirigere accuratamente il flusso di prodotto fino a 20 metri di distanza.
Il Sistema IntelliFill è stato premiato con la Medaglia d'oro all'Agritechnica del 2009.

### Super Steer

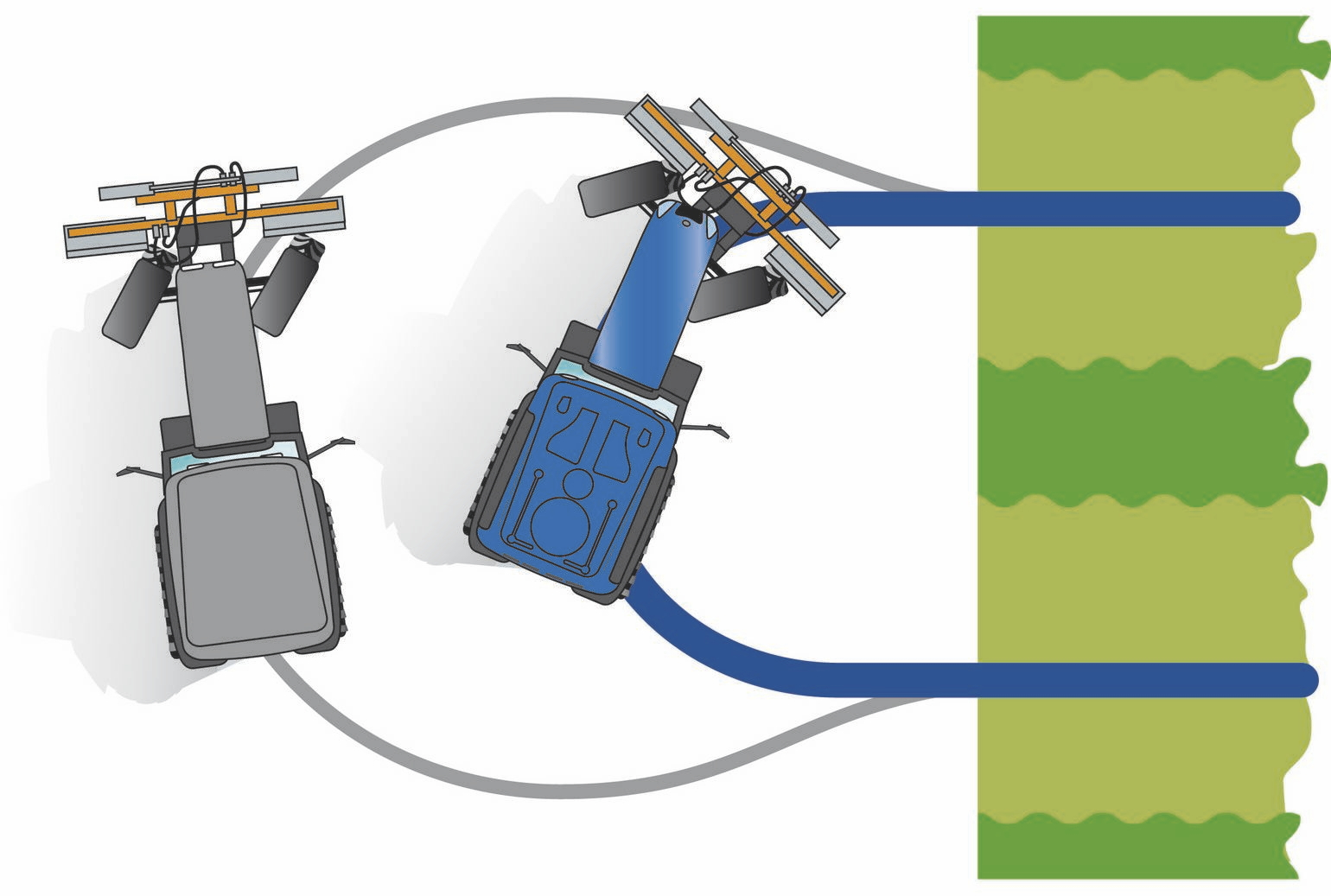
Il Super Steer

SuperSteer riduce il raggio di sterzata del trattore. L'assale anteriore gira con le ruote per dare un effettivo angolo di sterzata di 65°. Il trattore esegue svolte più strette e rapide, così impiega meno tempo a sterzare e ha più tempo per lavorare. L'assale anteriore SuperSteer inoltre aumenta l'interasse, con il peso della zavorra frontale che appoggia direttamente sull'assale anteriore. In certe condizioni si migliora la trazione senza necessità di aumentare il carico.

### Sistema di rilevamento dell'umidità
Due ruote dentate di rilevazione si inseriscono nella balla e forniscono una misura accurata del livello di umidità; le informazioni sulle condizioni del raccolto che si sta pressando impediscono la pressatura di un prodotto non ancora completamente pronto e consentono un'applicazione calibrata degli additivi.

### Sensitrak 4 ruote motrici
Sensitrak controlla la differenza di velocità tra le ruote anteriori e quelle posteriori. Se il sistema rileva che le ruote anteriori slittano, la potenza è automaticamente indirizzata alle ruote posteriori. Il sistema riduce lo slittamento delle ruote ma non la manovrabilità. L'operatore può selezionare le 4 ruote motrici permanenti e un blocco differenziale assale anteriore manuale, aumentando ulteriormente la trazione.

### Sistema di pesatura delle balle in movimento
I dati della pesatura sono trasmessi istantaneamente al monitor nella cabina del trattore, permettendo all'operatore di avere un controllo costante e accurato sull'avanzamento delle operazioni di pressatura e di ottimizzare le prestazioni della pressa in base alle condizioni di raccolta. Questo sistema automatico di pesatura delle balle ha un'accuratezza di +/- 2% e può facilmente gestire dimensioni diverse in qualsiasi tipo di condizioni di raccolta. È disponibile come accessorio installato dal concessionario.

### Sistema Edgewrap

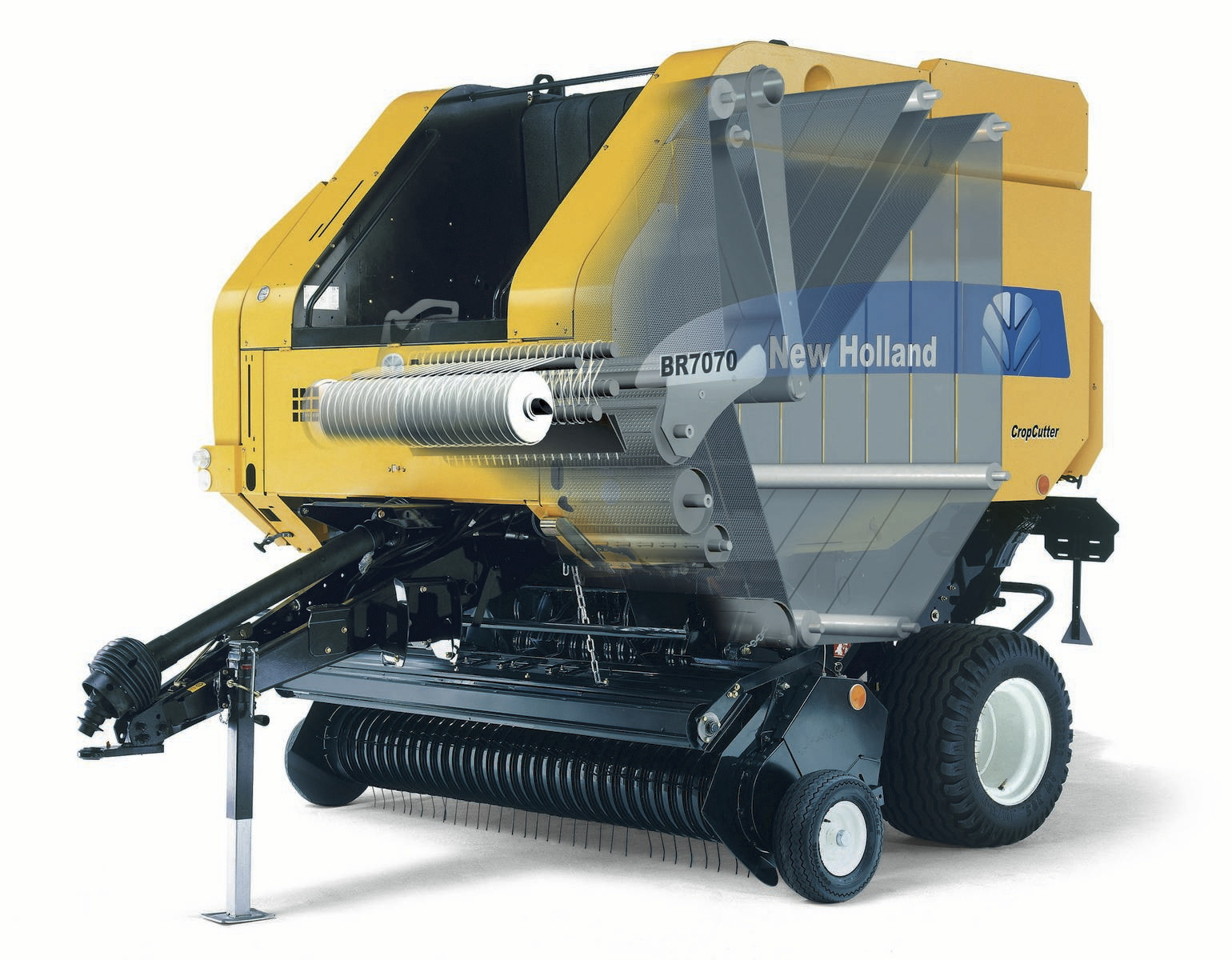
Il sistema Edgewrap

Con il sistema New Holland EdgeWrap, si porta la rete sulla balla per mezzo di un applicatore di rete con flangia di trazione maggiorata. Il sistema penetra nella camera di pressatura per applicare il materiale per la legatura. L'applicatore è più largo della camera di pressatura, assicurando così la copertura del bordo della balla. Utilizzando reti larghe, la copertura sul bordo è ancora più ampia.

### Sistema Grain Cam
Una telecamera riconosce la concentrazione di pula e granella rotta nel campione mentre viene trasferito attraverso l'elevatore della granella nel serbatoio del cereale; queste informazioni, visualizzate sul monitor IntelliView III, in forma di grafico, permettono all'operatore di effettuare regolazioni di precisione, migliorando ulteriormente la purezza della granella.
Grain Cam è stato premiato con la Medaglia d'oro per l'innovazione ad Agritechnica nel 2007.

### Cassone crivellante Opti-Clean

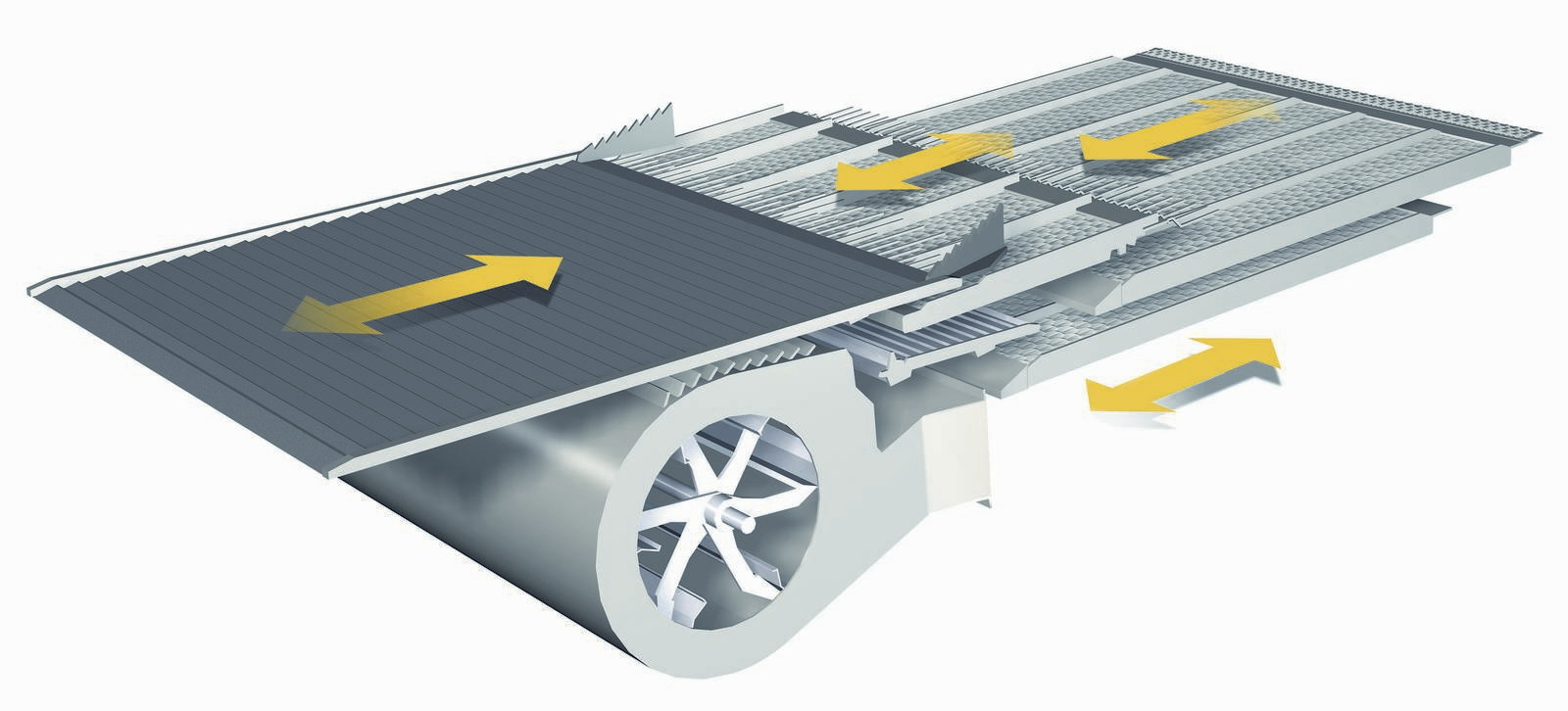
Opti Clean Cleaning Shoe.

Il sistema di pulizia Opti-Clean ottimizza la corsa e gli angoli di lancio di ciascuno dei componenti principali nei modelli CR9000 Elevation. Il piano preparatore non è accoppiato con il pre-crivello e il crivello superiore cosicché ogni elemento è in grado di funzionare con efficienza ottimale. La distanza di caduta tra il piano preparatore e il pre-crivello è maggiore, per aumentare la capacità produttiva, mentre grazie alla lunghezza della corsa dei crivelli e a un maggior angolo di lancio, si lancia in aria più materiale, incrementando ulteriormente l'efficienza della pulizia. Il movimento contrapposto del piano preparatore e del crivello inferiore rispetto al pre-crivello riduce le vibrazioni complessive della macchina, aumentando il comfort dell'operatore.